# Thioéther couronne

Thioéther 9-ane-S3.

Les thioéthers couronnes sont des macrocycles organosulfurés analogues aux éthers couronnes dans lesquels les atomes d'oxygène sont remplacés par des atomes de soufre, de sorte que les liaisons éther du cycle sont remplacées par des liaisons thioéther. Ainsi, les éthers couronnes des formule chimique (CH2CH2O)n ont pour analogues les thioéthers couronnes (CH2CH2S)n, où n = 3, 4, 5, 6. Ces ligands sont des chélateurs ayant une affinité particulière pour les métaux de transition.
Ils sont généralement désignés par un nom de la forme « x-ane-Sy » noté [x]aneSy, où x et y sont respectivement le nombre d'atomes du cycle et de ceux de soufre parmi eux. Le « 9-ane-S3 », ou [9]aneS3, correspond ainsi au 1,4,7-Trithiocyclononane (CH2CH2S)3, ligand tridenté formant des complexes avec de nombreux ions métalliques, tels que des cations de cuivre(II) Cu2+ et de fer(II) Fe2+. On connaît également les thioéthers couronnes 14-ane-S4 tétradenté, 15-ane-S5 pentadenté et 18-ane-S6 hexadenté.

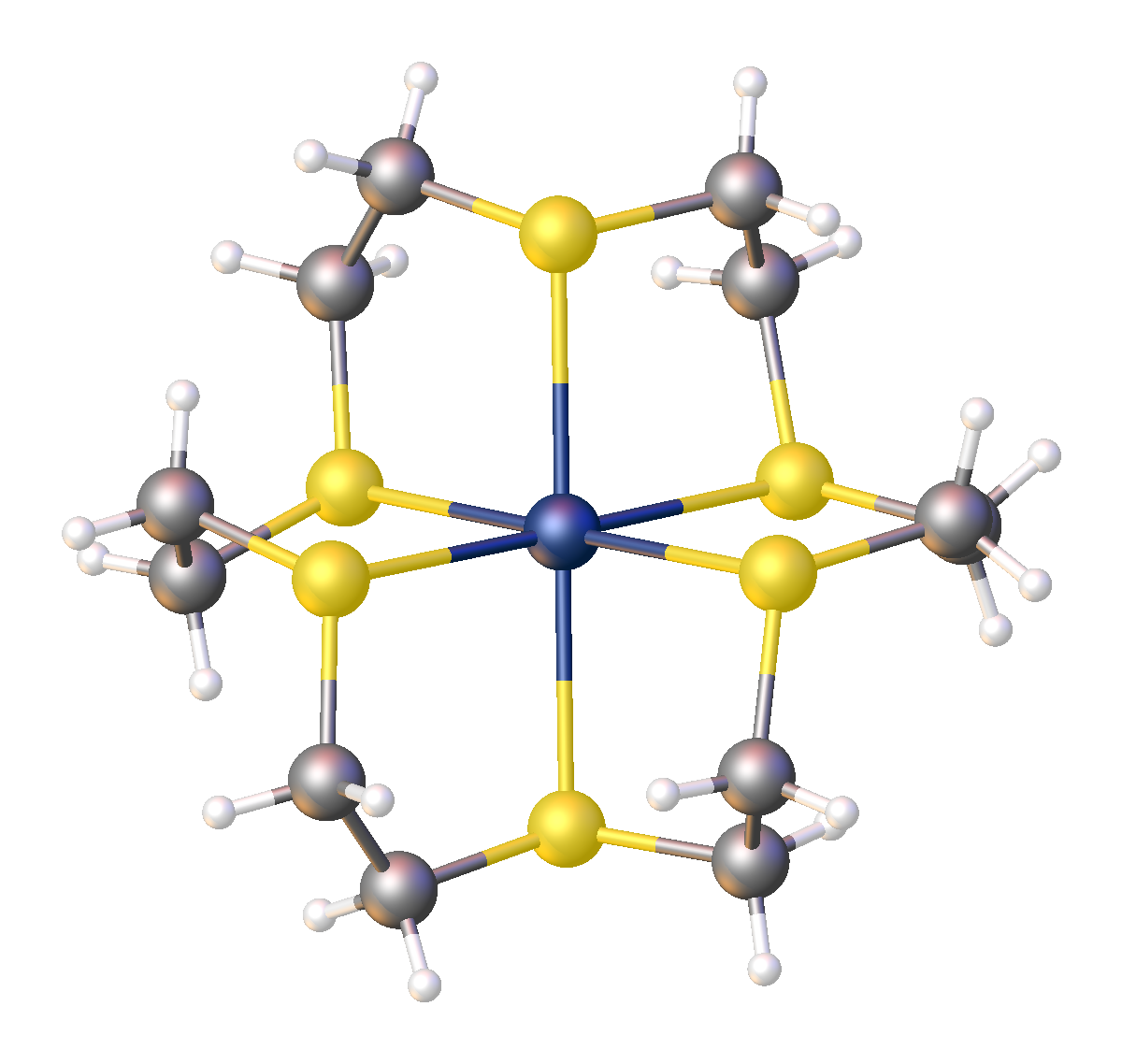
Complexe.

- Complexe Ag([18]aneS6)2+[4].